# Se, nu stiger solen
Se, nu stiger solen är en psalm med text skriven av Jakob Knudsen 1891, översatt av Anders Frostenson 1968 och 1980. Den är tonsatt av Siv Lindström 1987. 

## Publicerad i
- Psalmer i 90-talet som nr 864 under rubriken "Dagen och årets tider".
- Psalmer i 2000-talet som nr 944 under rubriken "Dagen och årets tider"